# Irakliivka, Moghilău
Irakliivka (în ucraineană Іракліївка) este un sat în comuna Jerebîlivka din raionul Moghilău, regiunea Vinnița, Ucraina.

## Demografie
Componența lingvistică a localității Irakliivka
     Ucraineană (98,27%)
     Rusă (1,73%)
Conform recensământului din 2001, majoritatea populației localității Irakliivka era vorbitoare de ucraineană (98,27%), existând în minoritate și vorbitori de rusă (1,73%).